# Mussum, um Filme do Cacildis
Mussum, um Filme do Cacildis é um filme brasileiro do gênero documentário de 2019, dirigido por Susanna Lira e com roteiro de Michel Carvalho e Bruno Passeri. Foi produzido pela Modo Operante Produções e distribuído pela Elo Company. Foi lançado em 4 de abril de 2019.

## Sinopse
O documentário mostra a história do sambista e humorista brasileiro Antônio Carlos Bernardes Gomes, o Mussum, sendo contada por diferentes ângulos, revelando facetas mais sérias da figura que foi eternizada por fazer parte do célebre quarteto Os Trapalhões, onde o seu personagem era brincalhão e debochado.